# Keep Ya Head Up
«Keep Ya Head Up» es el tercer sencillo del segundo álbum de 2Pac, Strictly 4 My N.I.G.G.A.Z.. La canción trata sobre cuestiones relativas a la falta de respeto hacia el género femenino, en especial hacia las mujeres afroamericanas pobres. Tiene un mensaje muy positivo y es una de las canciones en las que 2Pac saca su lado más sensible. Está considerada como la canción más profunda de la historia del rap, ha sido considerado como un himno hacia las mujeres y a menudo es referenciada por otros artistas en sus trabajos. Fue votada en el puesto #11 en About.com en la lista de las 100 mejores canciones de rap, con "Dear Mama" (También de 2pac) en la cuarta posición.
Tras la muerte de 2Pac, la canción fue incluida en el álbum Greatest Hits en 1998.
La canción samplea el tema "Be Alright" de Zapp & Roger y el coro de "O-o-h Child" de The Five Stairsteps. Alcanzó la segunda posición en la lista U.S. Rap, la séptima en la Hip Hop/R&B y la duodécima en la Billboard Hot 100.
La canción fue sampleada un año después por el rapero Big Mello en su álbum Bone Hard Zaggin. Otros artistas que han utilizado el sample son South Central Cartel ("Gangsta Love") y Lyfe Jennings ("Keep Ya Head Up").
También apareció en la banda sonora de la película Freedom Writers, y en el MTV Rap Memorial, en 2005, fue interpretada en directo por Nas.

## Video musical
El video comienza con las palabras "Dedicado a la memoria de Latasha Harlins, todavía en mente", en referencia a los disturbios de Los Ángeles en 1992. El vídeo tiene un formato básico con Shakur rapeando en el centro de un círculo rodeado por una multitud de personas y en algunas escenas visto como un niño de corta edad. A veces, el video muestra escenas de lo que Shakur está rapeando. El vídeo musical también cuenta con Jada Pinkett Smith.

## Lista de canciones
CD - maxi sencillo
1. «Keep Ya Head Up» (LP Versión)
2. «Keep Ya Head Up» (Vibe Tribe Remix)
3. «Keep Ya Head Up» (Madukey Remix)
4. «Rebel of the Underground»
5. «I Wonda If Heaven's Got a Ghetto»